# György Schöpflin
György (George) Schöpflin (ur. 24 listopada 1939 w Budapeszcie, zm. 19 listopada 2021) – węgierski polityk, politolog i nauczyciel akademicki, deputowany do Parlamentu Europejskiego VI, VII i VIII kadencji.

## Życiorys
Od 1950 do 2004 mieszkał w Wielkiej Brytanii. W 1962 ukończył studia na University of Glasgow, kształcił się następnie w Kolegium Europejskim w Brugii. Pracował w Królewskim Instytucie Spraw Międzynarodowych, BBC, a także jako wykładowca Uniwersytetu Londyńskiego. W 1998 objął stanowisko profesorskie w zakresie politologii. Opublikował kilka zwartych pozycji książkowych poświęconych Europie Wschodniej i tożsamości narodowej.
W 2004 z listy centroprawicowego Fideszu został deputowanym do Parlamentu Europejskiego. W wyborach europejskich w 2009 odnowił mandat europosła. Zasiadł w grupie Europejskiej Partii Ludowej. W 2014 z powodzeniem ubiegał się o europarlamentarną reelekcję, wykonując mandat posła do PE do 2019.

## Publikacje
- Politics in Eastern Europe 1945–1992, Blackwell 1993.
- Myths and Nationhood (współautor), Hurst 1997.
- State Building in the Balkans: Dilemmas on the Eve of the 21st Century (współautor), Longo 1998.
- Nations, Identity, Power, Hurst 2000.
- Az identitás dilemmái, Attraktor 2004.